# House of Pain (Fine Malt Lyrics)
Albums de House of Pain
Same As It Ever Was
(1994)
Singles
1. Jump Around
Sortie : 5 mai 1992
2. Shamrocks and Shenanigans (Boom Shalock Lock Boom)
Sortie : 1992

House of Pain (Fine Malt Lyrics) est le premier album studio de House of Pain, sorti le 21 juillet 1992.
L'album s'est classé 14e au Billboard 200 et 16e au Top R&B/Hip-Hop Albums.
le 25 août 2022 , le clip Jump Around comptait 100 millions de vues sur YouTube.

## Liste des titres
| No  | Titre                                                                       | Contient un (des) sample(s) de | Durée |
| --- | --------------------------------------------------------------------------- | --- | ----- |
| 1.  | Salutations (Produit par DJ Lethal et DJ Muggs)                             | Swahili de Clark Terry Nightmare Man du Lifers Group | 1:08  |
| 2.  | Jump Around (Produit par DJ Muggs)                                          | Shoot Your Shot de Jr. Walker & the All Stars Harlem Shuffle de Bob & Earl Popeye (The Hitchhiker) de Chubby Checker Tramp de Lowell Fulson Military Cut - Scratch Mix de DJ Grand Wizard Theodore et Kevie Kev Rockwell | 3:37  |
| 3.  | Put Your Head Out (featuring B-Real – Produit par DJ Muggs)                 | Cussin', Cryin' and Carryin' On d'Ike & Tina Turner | 3:02  |
| 4.  | Top o' the Morning to Ya (Produit par DJ Lethal)                            | I Ain't Superstitious de Willie Dixon Life Could de Rotary Connection | 3:37  |
| 5.  | Commercial 1                                                                | | 0:08  |
| 6.  | House and the Rising Son (featuring Son Doobie – Produit par DJ Lethal)     | Nuthin' de Doug E. Fresh and The Get Fresh Crew | 3:39  |
| 7.  | Shamrocks and Shenanigans (Produit par DJ Lethal)                           | I Come to You Baby de John Lee Hooker | 3:38  |
| 8.  | House of Pain Anthem (Produit par DJ Lethal)                                | Open Up Wide de Chase Aphrodite Part I (Venus) de Chase Too Many Daves de Dr. Seuss | 2:35  |
| 9.  | Danny Boy, Danny Boy (Produit par DJ Muggs)                                 | Danny Boy de Frederic Weatherly Make It Good to Yourself de James Brown Nightmare Man du Lifers Group | 1:54  |
| 10. | Guess Who's Back (Produit par DJ Muggs)                                     | Cold Feet d'Albert King Entrée des gladiateurs de Julius Fučík Funky Drummer de James Brown Ease Back des Ultramagnetic MCs                                                                                              | 3:59  |
| 11. | Commercial 2                                                                | | 0:21  |
| 12. | Put on Your Shit Kickers (Produit par DJ Muggs)                             | Born Under a Bad Sign de Booker T. & the M.G.'s | 3:10  |
| 13. | Come and Get Some of This (Produit par DJ Muggs et Ralph tha Funky Mexican) | I'm Funky de Grootna The Bird de Jimmy McGriff | 2:51  |
| 14. | Life Goes On (Produit par Ralph tha Funky Mexican)                          | Cherio O des Packers | 2:43  |
| 15. | One for the Road (Produit par DJ Muggs et DJ Lethal)                        | Tune Up de Jr. Walker & the All Stars Don't Change Your Love des Five Stairsteps | 2:49  |
| 16. | Feel It (Produit par Ralph tha Funky Mexican)                               | | 4:00  |
| 17. | All My Love (Produit par DJ Lethal)                                         | Scorpio de Dennis Coffey and The Detroit Guitar Band | 3:20  |
| 18. | Jump Around (Pete Rock Remix) (Produit par Pete Rock)                       | Shoot Your Shot de Jr. Walker & the All Stars Harlem Shuffle de Bob & Earl Popeye (The Hitchhiker) de Chubby Checker Tramp de Lowell Fulson Military Cut - Scratch Mix de DJ Grand Wizard Theodore et Kevie Kev Rockwell | 3:56  |